# Diocèse de Rome
Le diocèse de Rome (en latin : Dioecesis Urbis seu Romana, littéralement : diocèse de la Ville ou de Rome) est une des Églises particulières de l'Église catholique en Italie. Il détient une place unique dans l'Église catholique parce que son premier évêque établi vers 53, selon la tradition est saint Pierre lui-même, « premier des apôtres ». L’Église de Rome a une fondation doublement apostolique, les apôtres Pierre et Paul y ayant été martyrisés.
De par la tradition de la succession apostolique l’évêque de Rome est le pape de l'Église catholique universelle. La basilique majeure Saint-Jean-de-Latran, « mère et tête des églises de la Ville et du monde », est la cathédrale du diocèse. La basilique Saint-Pierre, construite sur le tombeau de l’apôtre, n'est pas église cathédrale. L'évêque de Rome est le pape Léon XIV depuis le 8 mai 2025.
Pour le diocèse de Rome le pape est secondé par deux vicaires-généraux :
- Vicaire général de Sa Sainteté pour le diocèse de Rome (Vicario Generale di Sua Santità per la Città di Roma e Provincia) ou cardinal-vicaire, actuellement le cardinal Baldassare Reina ;
- Vicaire général de Sa Sainteté pour la cité du Vatican (Vicario Generale di Sua Santità per la Città del Vaticano), actuellement le cardinal Mauro Gambetti.

Il est également assisté de plusieurs évêques :
- Renato Tarantelli Baccari (it), évêque auxiliaire, vice-gérant
- Michele Di Tolve (it), évêque auxiliaire

## Territoire
Le diocèse s'étend sur 881 km2 (soit plus des deux-tiers de la commune de Rome), répartis en cinq secteurs géographiques (Centre, Nord, Est, Sud et Ouest), groupant 36 préfectures dans lesquelles sont réparties les 337 paroisses, auxquelles il faut ajouter 2 paroisses pour la cité du Vatican : « Sainte-Anne » et « Saint-Pierre », l'ensemble accueillant 2 454 000 fidèles baptisés (88 % de la population romaine). Le clergé du diocèse est constitué de 1 740 religieux séculiers et 3 650 religieux réguliers.
Le territoire de la Cité du Vatican, dont l'évêque de Rome est le souverain, est compris dans le diocèse de Rome depuis les origines de ce diocèse.
Par le décret Perantiquae et illustris du 22 mai 1948, de la Sacrée Congrégation consistoriale, le diocèse d'Ostie a cédé à celui de Rome les paroisses de Castel di Decima, Castel Romano, Castel Porziano et d'Ostie.
Par la constitution apostolique Abbatia SS. Vincentii et Anastasii du 25 mars 1981, le pape Jean-Paul II a supprimé l'abbaye territoriale de Saints-Vincent-et-Anastase de Trois-Fontaines (abbatia SS. Vincentii et Anastasii ad Aquas Salvias) et en a incorporé le territoire romain au diocèse de Rome.
Par un motu proprio du 31 mars 2005, le pape Benoît XVI a supprimé l'abbaye territoriale Saint-Paul-hors-les-Murs et a incorporé son territoire à celui du diocèse de Rome.

## Suffragants
L'évêque de Rome est ex officio l'« archevêque et métropolitain de la Province romaine ». Le diocèse de Rome est, en effet, un archidiocèse métropolitain. Ses suffragants sont les sept diocèses suburbicaires d'Albano, Frascati, Palestrina, Porto-Santa Rufina, Sabina-Poggio Mirteto, Velletri-Segni et Ostie. L'ensemble forme la province ecclésiastique de Rome.
Selon le Liber Pontificalis, l'évêque d'Ostie est le premier évêque à avoir reçu le pallium.
Les diocèses suburbicaires ont longtemps eu pour évêques les cardinaux-évêques. Par la constitution apostolique Apostolicæ Romanorum Pontificum du 15 avril 1910, Pie X confia l'exercice des fonctions épiscopales à des évêques dits suffragants. Par la constitution apostolique Ex actis tempore du 1er février 1915, Benoît XV abrogea l’Apostolicæ Romanorum Pontificum. Mais, par la lettre apostolique Suburbicariis sedibus du 10 avril 1962, Jean XXIII la rétablit en l'adaptant : depuis, les diocèses suburbicaires, à l'exception de celui d'Ostie, sont administrés par des évêques diocésains.

## Primatie d'Italie
Le diocèse de Rome est le siège de la primatie d'Italie.
Depuis le code de droit canonique de 1917, le titre de primat d'Italie ne confère plus à l'évêque de Rome de juridiction spéciale. La prérogative particulière de l'évêque de Rome en tant que primat d'Italie est de nommer le président de la Conférence épiscopale italienne.

## Siège patriarcal
Le diocèse de Rome est un siège patriarcal : l'évêque de Rome est patriarche d'occident. Cependant, Benoît XVI a renoncé à ce titre en 2006.

## Siège apostolique
Le diocèse de Rome est un siège apostolique. Selon la tradition, l'Église de Rome a été fondée par l'apôtre Pierre.

## Nombres de préfectures et de paroisses par secteur
Nota : ne sont prises en compte ici que les 337 paroisses de la ville de Rome et de sa province ; les deux paroisses de la cité du Vatican ne sont donc pas décomptées.

### Centre
- 5 préfectures et 38 paroisses soit :
  - Préfecture I : 8 paroisses
  - Préfecture II : 8 paroisses
  - Préfecture III : 8 paroisses
  - Préfecture IV : 5 paroisses
  - Préfecture V : 9 paroisses

### Nord
- 8 préfectures et 86 paroisses soit :
  - Préfecture VI : 8 paroisses
  - Préfecture VII : 7 paroisses
  - Préfecture VIII : 9 paroisses
  - Préfecture IX : 12 paroisses
  - Préfecture X : 11 paroisses
  - Préfecture XI : 13 paroisses
  - Préfecture XII : 12 paroisses
  - Préfecture XIII : 14 paroisses

### Est
- 8 préfectures et 82 paroisses soit :
  - Préfecture XIV : 8 paroisses
  - Préfecture XV : 6 paroisses
  - Préfecture XVI : 16 paroisses
  - Préfecture XVII : 12 paroisses
  - Préfecture XVIII : 7 paroisses
  - Préfecture XIX : 13 paroisses
  - Préfecture XX : 9 paroisses
  - Préfecture XXI : 11 paroisses

### Sud
- 7 préfectures et 59 paroisses soit :
  - Préfecture XXII : 8 paroisses
  - Préfecture XXIII : 7 paroisses
  - Préfecture XXIV : 12 paroisses
  - Préfecture XXV : 8 paroisses
  - Préfecture XXVI : 7 paroisses
  - Préfecture XXVII : 7 paroisses
  - Préfecture XXVIII : 10 paroisses

### Ouest
- 8 préfectures et 72 paroisses soit :
  - Préfecture XXIX : 10 paroisses
  - Préfecture XXX : 9 paroisses
  - Préfecture XXXI : 7 paroisses
  - Préfecture XXXII : 9 paroisses
  - Préfecture XXXIII : 13 paroisses
  - Préfecture XXXIV : 9 paroisses
  - Préfecture XXXV : 7 paroisses
  - Préfecture XXXVI : 8 paroisses